# 2017 en cyclisme
| Années du cyclisme : 2014 - 2015 - 2016 - 2017 - 2018 - 2019 - 2020    |
| Décennies du cyclisme : 1980 - 1990 - 2000 - 2010 - 2020 - 2030 - 2040 |

Le résumé de l'année 2017 en cyclisme.

## Par mois

### Janvier
- 4 janvier : le Français Robert Marchand établit le record de l'heure en cyclisme sur piste dans la catégorie (créée pour lui) des plus de 105 ans.

### Mars
- 20 au 26 mars : 97e Tour de Catalogne

### Avril
- 3 avril  au 8 avril : 57e édition du Tour du Pays basque
- 11 avril : Nacer Bouhanni remporte la 77e edition de Paris-Camembert.

### Mai
- 5 au 28 mai : 100e édition du Giro d'Italia

### Juin
- 22 juin : Pierre Latour est sacré Champion de France du contre la montre devant Yoann Paillot et Anthony Roux respectivement 2e et 3e. Chez les femmes c'est Audrey Cordon-Ragot qui est sacrée Championne de France du contre-la-montre.
- 23 juin : Gianni Moscon remporte le contre-la-montre des Championnats d'Italie. Chez les femmes c'est Elisa Longo Borghini qui remporte l'épreuve du contre-la-montre.
- 24 juin : Le titre féminin de Championne de France est remporté par Charlotte Bravard qui termine devant Amélie Rivat et Marjolaine Bazin.
- 25 juin :
  - Arnaud Démare est sacré Champion de France terminant devant Nacer Bouhanni deuxième et Jérémy Leveau qui complète le podium à la troisième place.
  - Fabio Aru est sacré Champion d'Italie pour la première fois de sa carrière, Diego Ulissi (deuxième) et Rinaldo Nocentini (troisième) complètent le podium. Le titre féminin est quant à lui remporté par Elisa Longo Borghini qui réalise le doublé après son titre sur le Chrono.
- 30 juin au 9 juillet : 28e Tour d'Italie feminin

### Juillet
- 1er au 23 juillet : 104e édition du Tour de France
- 9 juillet : La Néerlandaise  Anna van der Breggen remporte le Tour d'Italie féminin devant l'Italienne Elisa Longo Borghini 2e et sa compatriote Néerlandaise Annemiek van Vleuten 3e. Au niveau des autres classements Annemiek van Vleuten qui remporte les classements par point et de la montagne alors que le classement de meilleur jeune est glané par la Danoise Cecilie Uttrup Ludwig.
- 20 juillet et 22 juillet : 4e édition de la course by le Tour de France remportée par la Néerlandaise Annemiek van Vleuten

### Août
- 19 août au 10 septembre : 72e édition de la Vuelta

### Septembre
- 10 septembre : La Belge Jolien D'Hoore s'adjuge la 3e édition de La Madrid Challenge by La Vuelta.

### Octobre
- 8 octobre : 111e édition de Paris-Tours remporté par l'Italien Matteo Trentin

## Grands tours

### Tour d'Italie
- Vainqueur :  Tom Dumoulin
- 2e :  Nairo Quintana
- 3e :  Vincenzo Nibali
- Classement par points :  Fernando Gaviria
- Meilleur grimpeur :  Mikel Landa
- Meilleur jeune :  Bob Jungels
- Meilleure équipe :  Movistar Team

### Tour de France
- Vainqueur :  Christopher Froome
- 2e :  Rigoberto Urán
- 3e :  Romain Bardet
- Classement par points :  Michael Matthews
- Meilleur grimpeur :  Warren Barguil
- Meilleur jeune :  Simon Yates
- Meilleure équipe :  Team Sky
- Super-combatif :  Warren Barguil

### Tour d'Espagne
- Vainqueur :  Christopher Froome
- 2e :  Vincenzo Nibali
- 3e :  Ilnur Zakarin
- Classement par points :  Christopher Froome
- Meilleur grimpeur :  Davide Villela
- Classement du combiné :  Christopher Froome
- Meilleure équipe :  Astana

## Principales classiques

### Monuments
- Milan-San Remo :  Michal Kwiatkowski (Team Sky)
- Tour des Flandres :  Philippe Gilbert (Quick-Step Floors)
- Paris-Roubaix :  Greg van Avermaet (BMC Racing)
- Liège-Bastogne-Liège :  Alejandro Valverde (Movistar)
- Tour de Lombardie :  Vincenzo Nibali (Bahrain-Merida)

### Classiques World Tour majeures
- E3 Harelbeke :  Greg van Avermaet (BMC Racing)
- Gand-Wevelgem :  Greg van Avermaet (BMC Racing)
- Amstel Gold Race :  Philippe Gilbert (Quick-Step Floors)
- Flèche wallonne :  Alejandro Valverde (Movistar)
- Classique de Saint-Sébastien :  Michal Kwiatkowski (Team Sky)
- EuroEyes Cyclassics :  Elia Viviani (Team Sky)
- Bretagne Classic :  Elia Viviani (Team Sky)
- Grand Prix cycliste de Québec :  Peter Sagan (Bora-Hansgrohe)
- Grand Prix cycliste de Montréal :  Diego Ulissi (UAE Abu Dhabi)

### Nouvelles classiques World Tour
- Cadel Evans Great Ocean Race :  Nikias Arndt (Sunweb-Giant)
- Circuit Het Nieuwsblad :  Greg van Avermaet (BMC Racing)
- Strade Bianche :  Michal Kwiatkowski (Team Sky)
- Dwars door Vlaanderen :  Yves Lampaert (Quick-Step Floors)
- GP de Francfort :  Alexander Kristoff (Katusha-Alpecin)
- RideLondon-Surrey Classic :  Alexander Kristoff (Katusha-Alpecin)

## Principales courses par étapes
- Tour Down Under :  Richie Porte (BMC Racing)
- Tour d'Abou Dhabi :  Rui Costa (UAE Abu Dhabi)
- Paris-Nice : Sergio Luis Henao (Team Sky)
- Tirreno-Adriatico : Nairo Quintana (Movistar)
- Tour de Catalogne :  Alejandro Valverde (Movistar)
- Tour du Pays basque :  Alejandro Valverde (Movistar)
- Tour de Romandie :  Richie Porte (BMC Racing)
- Tour de Californie :  George Bennett (Lotto NL-Jumbo)
- Critérium du Dauphiné :  Jakob Fuglsang (Astana)
- Tour de Suisse :  Simon Spilak (Katusha-Alpecin)
- Tour de Pologne :  Dylan Teuns (BMC Racing)
- / BinckBank Tour :  Tom Dumoulin (Sunweb-Giant)
- Tour de Turquie :  Diego Ulissi (UAE Abu Dhabi)

## Championnats

### Championnats du monde

#### Championnats du monde de cyclo-cross

##### Hommes
| Épreuves        | Or                | Argent               | Bronze         |
| --------------- | ----------------- | -------------------- | -------------- |
| Élites          | Wout van Aert     | Mathieu van der Poel | Kevin Pauwels  |
| Moins de 23 ans | Joris Nieuwenhuis | Felipe Orts          | Sieben Wouters |
| Juniors         | Thomas Pidcock    | Daniel Tulett        | Ben Turner     |

##### Femmes
| Épreuves        | Or              | Argent       | Bronze        |
| --------------- | --------------- | ------------ | ------------- |
| Élites          | Sanne Cant      | Marianne Vos | Katerina Nash |
| Moins de 23 ans | Annemarie Worst | Ellen Noble  | Evie Richards |

#### Championnats du monde sur piste

##### Hommes
| Épreuves                                      | Or | Or             | Argent                                                                                           | Argent         | Bronze                                                                                 | Bronze            |
| --------------------------------------------- | --- | -------------- | ------------------------------------------------------------------------------------------------ | -------------- | -------------------------------------------------------------------------------------- | ----------------- |
| Kilomètre contre-la-montrerésultats détaillés | François Pervis                                                                                         | 1 min 0 s 714  | Quentin Lafargue Tomáš Bábek                                                                     | 1 min 1 s 048  |                                                                                        |                   |
| Keirinrésultats détaillés                     | Azizulhasni Awang                                                                                       |                | Fabián Puerta                                                                                    | + 0 s 382      | Tomáš Bábek                                                                            | + 0 s 417         |
| Vitesserésultats détaillés                    | Denis Dmitriev                                                                                          |                | Harrie Lavreysen                                                                                 |                | Ethan Mitchell                                                                         |                   |
| Vitesse par équipesrésultats détaillés        | Ethan MitchellSam WebsterEdward Dawkins Nouvelle-Zélande                                                | 44 s 049       | Jeffrey HooglandHarrie LavreysenMatthijs BüchliTheo Bos (q) Nils van 't Hoenderdaal (q) Pays-Bas | 44 s 382       | Benjamin ÉdelinSébastien VigierQuentin LafargueFrançois Pervis (q) France              | 43 s 536 n 1      |
| Poursuite individuellerésultats détaillés     | Jordan Kerby                                                                                            | 4 min 17 s 068 | Filippo Ganna                                                                                    | 4 min 21 s 299 | Kelland O'Brien                                                                        | 4 min 16 s 909n 1 |
| Poursuite par équipesrésultats détaillés      | Sam WelsfordCameron MeyerAlexander PorterNicholas YallourisKelland O'Brien (q)Rohan Wight (q) Australie | 3 min 51 s 503 | Regan GoughPieter BullingDylan KennettNick Kergozou Nouvelle-Zélande                             | 3 min 53 s 979 | Simone ConsonniLiam BertazzoFilippo GannaFrancesco LamonMichele Scartezzini (q) Italie | 3 min 56 s 935n 1 |
| Course aux pointsrésultats détaillés          | Cameron Meyer                                                                                           | 76 pts         | Kenny De Ketele                                                                                  | 40 pts         | Wojtek Pszczolarski                                                                    | 40 pts            |
| Américainerésultats détaillés                 | Morgan KneiskyBenjamin Thomas France                                                                    | 45 pts         | Cameron MeyerCallum Scotson Australie                                                            | 41 pts         | Moreno De PauwKenny De Ketele Belgique                                                 | 32 pts            |
| Scratchrésultats détaillés                    | Adrian Tekliński                                                                                        |                | Lucas Liss                                                                                       |                | Christopher Latham                                                                     |                   |
| Omniumrésultats détaillés                     | Benjamin Thomas                                                                                         | 149 pts        | Aaron Gate                                                                                       | 147 pts        | Albert Torres                                                                          | 138 pts           |

##### Femmes
| Épreuves                                       | Or                                                                | Or             | Argent                                                           | Argent         | Bronze                                                                                         | Bronze            |
| ---------------------------------------------- | ----------------------------------------------------------------- | -------------- | ---------------------------------------------------------------- | -------------- | ---------------------------------------------------------------------------------------------- | ----------------- |
| 500 mètres contre-la-montrerésultats détaillés | Daria Shmeleva                                                    | 33 s 282       | Miriam Welte                                                     | 33 s 382       | Anastasiia Voinova                                                                             | 33 s 454          |
| Keirinrésultats détaillés                      | Kristina Vogel                                                    |                | Martha Bayona                                                    |                | Nicky Degrendele                                                                               |                   |
| Vitesserésultats détaillés                     | Kristina Vogel                                                    |                | Stephanie Morton                                                 |                | Lee Wai-sze                                                                                    |                   |
| Vitesse par équipesrésultats détaillés         | Daria ShmelevaAnastasiia Voinova Russie                           | 32 s 520       | Kaarle McCullochStephanie Morton Australie                       | 32 s 649       | Miriam WelteKristina Vogel Allemagne                                                           | 32 s 609n 1       |
| Poursuiterésultats détaillés                   | Chloe Dygert                                                      | 3 min 24 s 641 | Ashlee Ankudinoff                                                | 3 min 31 s 784 | Kelly Catlin                                                                                   | 3 min 30 s 365    |
| Poursuite par équipesrésultats détaillés       | Kelly CatlinChloe DygertKimberly GeistJennifer Valente États-Unis | 4 min 19 s 413 | Amy CureAshlee AnkudinoffAlexandra ManlyRebecca Wiasak Australie | 4 min 19 s 830 | Racquel SheathRushlee BuchananKirstie JamesJaime NielsenMichaela Drummond (q) Nouvelle-Zélande | 4 min 21 s 778n 1 |
| Course aux pointsrésultats détaillés           | Elinor Barker                                                     | 59 pts         | Sarah Hammer                                                     | 51 pts         | Kirsten Wild                                                                                   | 35 pts            |
| Américainerésultats détaillés                  | Lotte KopeckyJolien D'Hoore Belgique                              | 44 pts         | Elinor BarkerEmily Nelson Royaume-Uni                            | 34 pts         | Amy CureAlexandra Manly Australie                                                              | 25 pts            |
| Scratchrésultats détaillés                     | Rachele Barbieri                                                  |                | Elinor Barker                                                    |                | Jolien D'Hoore                                                                                 |                   |
| Omniumrésultats détaillés                      | Katie Archibald                                                   | 123 pts        | Kirsten Wild                                                     | 115 pts        | Amy Cure                                                                                       | 115 pts           |

### Principaux retraités
- Jurgen Van Den Broeck
- Tom Boonen
- Thomas Voeckler
- Arnold Jeannesson
- Alberto Contador

## Principaux décès
- Michele Scarponi, le 22 avril
- Albert Bouvet, le 20 mai